# دومینگو لژونا
دومینگو لژونا (انگلیسی: Domingo Lejona؛ زادهٔ ۲ فوریهٔ ۱۹۳۸) بازیکن فوتبال اهل آرژانتین است.
از باشگاه‌هایی که در آن بازی کرده‌است می‌توان به باشگاه فوتبال ولز سارسفیلد و باشگاه فوتبال جیمناسیا لاپلاتا اشاره کرد.